# Eva küßt nur Direktoren
Eva küßt nur Direktoren ist eine österreichische Filmkomödie von Rudolf Jugert aus dem Jahr 1957. In der Bundesrepublik lief der Film unter dem Verleihtitel Keine Zeit für schwache Stunden.

## Handlung
Der Buchhalter Karl Müller liebt vergeblich Sekretärin Eva Brunner. Stets weist sie ihn ab, lässt sich aber von Direktor Morath umgarnen, obwohl sie vor ihren Kolleginnen stets betont hat, sich nicht für ihn zu interessieren. Karl macht unterdessen von einem unbekannten Onkel eine Erbschaft. Neben einer hohen Geldsumme beinhaltet das Erbe auch eine große und luxuriös ausgestattete Wohnung samt Aufwartefrau Frau Chlestek. Karl bemerkt bald, dass der Reichtum seines Onkels durch Feierabendarbeit zustande kam, so führte er bei zahlreichen Firmen außerhalb der Arbeitszeit die Lohnbücher. Karl übernimmt diese Aufgabe.
Karls neue Anzüge und sein etwas luxuriöser Lebensstil – er nimmt in der Kantine nun stets dreifache Portionen zu sich – sorgen für Getuschel im Büro. Da Karl als tüchtig gilt, wird er auf Vorschlag der Generaldirektorentochter Irene Rotter probeweise zum Leiter der Detailhandelsabteilung ernannt. Bald geht das Gerücht, er sei der Liebhaber von Irene, die ihm auch seinen neuen Lebensstil ermöglicht. Eva reagiert eifersüchtig und trifft sich nun demonstrativ mit Morath. Als Karl sie zufällig in dessen Wagen sieht, zieht er sie in sein Taxi, und die umstehenden Passanten glauben, er habe Eva entführt. Schon zuvor war Karl von den unfähigen Ermittlern Fuchs und Jäger als vermeintlicher Buntmetalldieb verhaftet worden. Nun wird er als Entführer aufs Revier gebracht und erneut freigelassen, was Polizeikommissar Graupinger inzwischen peinlich ist. Es folgen im Verlauf zahlreiche weitere Verhaftungen Karls, die sich stets als falsche Entscheidung entpuppen. Dies ist besonders ungünstig, als Karl Besuch vom Schmuggler Mario Marinadi erhält. Der hatte von Karls Onkel zahlreiche Uhren erpresst und will diese nun bei Karl eintreiben. Er macht zudem deutlich, dass Direktor Morath ein verlässlicher Teil des Schmugglerrings ist. Zwar alarmiert Hausmeisterin Franziska Baldinger mal wieder die Polizei, nachdem sie gelauscht hat, doch nimmt diese Karl und nicht den Gangster Marinadi fest. Erst Graupinger veranlasst, dass der echte Verbrecher hinter Gitter kommt. Karl trifft wenig später auf einer Abendgesellschaft bei Generaldirektor Rotter Morath und konfrontiert ihn mit Marinadis Aussagen. Morath geht, doch ist auch Karl der Abend verdorben, glaubt er doch, dass Eva nun statt Morath dem Generaldirektor Rotter verfallen ist.
Karl hat sich als neuer Leiter der Detailhandelsabteilung bewährt und der Firma ein Umsatzplus beschert. Dennoch fühlt er sich in seiner Wohnung allein und sucht seine alte Vermieterin auf. Die rät ihm, doch mit einigen Kolleginnen einfach mal zu feiern. Er kehrt mit zwei Kolleginnen von Eva in seine Wohnung zurück, wo gerade zwei Einbrecher auf Marinadis Anweisung hin versuchen, einen versteckten Safe in der Wohnung auszurauben. Die beiden Begleiterinnen Karls haben es sich gerade gemütlich gemacht, als die Gangster den Safe aufbrechen und dabei eine Selbstschussanlage in Gang setzen. Beide Gangster landen ohnmächtig am Boden und die beiden Frauen, die sie entdecken, glauben, Karl habe sie getötet. Sie alarmieren einmal mehr die Polizei, doch weigern sich Jäger und Fuchs nach mehrmaliger schlechter Erfahrung, etwas gegen Karl zu unternehmen. Karl fesselt die Einbrecher unterdessen und ruft die Polizei, die die beiden Männer festnimmt. Auf Arbeit erklärt Generaldirektor Rotter Eva, dass er zeitiger nach Hause gehen muss, da sich seine Tochter verlobt hat. Eva glaubt, der Verlobte sei Karl, doch korrigiert Rotter sie. Sie ist glücklich, weiß jedoch nicht, wie sie Karl wiedergewinnen soll, der ja auf alle Direktoren eifersüchtig sei. Es stellt sich heraus, dass Morath als Teil der Schmugglerbande geflohen ist. Daher ist seine Stelle vakant und Generaldirektor Rotter macht Karl zum neuen Direktor der Abteilung. Eva fällt ihm in dem Moment um den Hals, als Karl das Büro betritt. Die Irritation währt nur kurz, erfährt er doch, dass er neuer Direktor ist, und Eva küsst nun ihn. 

## Produktion
Eva küßt nur Direktoren beruht auf einem Roman von Hanna Seyringer. Die Kostüme schufen Ilse Dubois, Fritz Jelinek und Grete Jelinek, die Filmbauten stammen von Theodor Harisch. Der Film erlebte am 16. Januar 1958 im Bonner Atlantiki seine Premiere. Im Jahr 2012 erschien der Film auf DVD.

## Kritik
Der film-dienst nannte Eva küßt nur Direktoren ein „zähflüssiges Lustspiel“ mit „dürftige[r] Story“, die nur „durch eine Serie krampfhafter Mißverständnisse in Gang gehalten [wird]; die Gestaltung ist in jeder Hinscht mittelmäßig.“
Cinema meinte, dass Regisseur Jugert hier „laue Späßchen [liefert]. Fazit: Guter Regisseur, altbackene Liebelei“.